# Star Wars: Battlefront
Star Wars: Battlefront je prvo- in tretjeosebna strelska videoigra, kjer se povzamejo bitke šestih filmov sage Vojna Zvezd (Star Wars). Nadaljevanja se imenujejo Star Wars Battlefront II in Star Wars Battlefront: Renegade Sqadron. Napovedan je tudi Star Wars Battlefront III.